# 가와치시
가와치시(일본어: 河内市)는 일본 오사카부의 있던 시이다. 현재의 히가시오사카시의 중부에 해당한다.

## 역사
- 1955년 1월 15일 - 다마가와정, 다테쓰정, 아카타촌, 와카에촌, 미노고촌이 합병해 가와치시가 성립하였다.
- 1967년 2월 1일 - 후세시, 히라오카시와 합병해 히가시오사카시가 성립하여, 동일 가와치시는 폐지되었다.

## 교통

### 철도
- 일본국유철도 (현 서일본 여객철도)
  - 가타마치선

- 긴키 닛폰 철도
  - 긴테쓰 나라선